# Iglesia de Nuestra Señora de los Ángeles (Benavites)
La iglesia parroquial de Nuestra Señora de los Ángeles de Benavites (Valencia), es un Bien de Relevancia Local. Data del siglo XVI pero fue erigida parroquia en el año 1299. Su interior goza de un esgrafiado magnífico que se inició en 1584 y se finalizó en 1592. Dicha decoración cubre toda la iglesia formada por guirnaldas, grifos, quimeras, niños y animales fantásticos, y en su bóveda podemos observar diferentes pinturas de la vida de Nuestra Señora La Virgen María.